# Ozola defectata
Ozola defectata är en fjärilsart som beskrevs av Inoue 1971. Ozola defectata ingår i släktet Ozola och familjen mätare. Inga underarter finns listade i Catalogue of Life.